# Franklin-Nashvilleveldtocht

Overzichtskaart van de Franklin–Nashvilleveldtocht

De Franklin-Nashvilleveldtocht vond plaats tussen 18 september en 27 december 1864 in Alabama, Tennessee en noordwestelijk Georgia tijdens de Amerikaanse Burgeroorlog. Deze veldtocht is ook gekend als Hoods Tennesseeveldtocht. De Zuidelijke Army of Tennessee aangevoerd door luitenant-generaal John Bell Hood rukte, na zijn nederlaag bij Atlanta, op in noordelijke richting om de communicatielijnen van generaal-majoor William Tecumseh Sherman te bedreigen. Ook Tennessee werd bedreigd door de oprukkende Zuidelijken. Sherman probeerde kort om de achtervolging in te zetten maar begon al snel aan zijn Mars naar de Zee. Hij liet het aan generaal-majoor George H. Thomas over om af te rekenen met Hood.
Hood wilde de Noordelijke strijdmacht onder leiding van generaal-majoor John Schofield verslaan voor het aansluiting kon zoeken met Thomas’ leger. Op 29 november viel Hood Schofield aan bij Spring Hill. Door een slechte coördinatie van de aanvallen kon Schofield ontsnappen. De volgende dag voerde Hood een reeks aanvallen uit op de Noordelijke fortificaties bij Franklin waarbij Hood veel soldaten verloor. Schofield trok zich terug en vond aansluiting met Thomas bij Nashville, Tennessee. Op 15 en 16 december vielen de Noordelijken het verzwakte leger van Hood aan bij Nashville. Na zijn nederlaag trok Hood zijn leger terug naar Tupelo, Mississippi.

## Samenstelling van de legers

### Zuidelijke strijdmacht
Luitenant-generaal John Bell Hoods Army of Tennessee telde 39.000 soldaten. Het was samengesteld uit de korpsen van generaal-majoor Benjamin F. Cheatham, luitenant-generaal Stephen D. Lee en luitenant-generaal Alexander P. Stewart. De cavalerie werd aangevoerd door generaal-majoor Nathan Bedford Forrest.

### Noordelijke strijdmacht
Bij het begin van de veldtocht stonden de eenheden behorende tot de Military Division of the Mississippi onder leiding van generaal-majoor William Tecumseh Sherman. Sherman zou tot in oktober nog een rol spelen in de bevelstructuur. Onder Sherman stond de Army of the Cumberland aangevoerd door generaal-majoor George H. Thomas (hij had de bijnaam Rots van Chickamauga). Na Shermans vertrek was Thomas de hoogste in rang. Daarom kreeg hij ook de verantwoordelijkheid voor de Army of the Ohio onder leiding van generaal-majoor John Schofield. Het leger telde 34.000 soldaten en bestond uit het IV Corps van generaal-majoor David S. Stanley, het XXIII Corps van brigadegeneraal Jacob D. Cox en het cavaleriekorps van generaal-majoor James H. Wilson. Thomas had nog 26.000 soldaten extra rond Nashville en verspreid over zijn departement.

## Achtergrond
Na de inname van Atlanta op 2 september 1864 had Hood zijn eenheden terug getrokken. Het verzamelpunt was Lovejoy’s Station. Gedurende meer dan een maand deed Sherman niets. Hij liet zijn soldaten uitrusten en stuurde de manschappen naar huis waarvan hun diensttijd afgelopen was. Op 21 september stuurde Hood zijn leger naar Palmetto, Georgia. Op 25 september kreeg hij bezoek van de Zuidelijke president Jefferson Davis. De twee mannen werken een strijdplan uit waarbij Hood in de richting van Chattanooga zou oprukken om de communicatielijnen van Sherman te bedreigen. Ze hoopten erop dat Sherman zou volgen en dat de Zuidelijken op een slagveld naar hun keuze de Noordelijken zouden kunnen verslaan.
Tijdens het overleg had Davis zijn ontgoocheling meegedeeld in Hood. Hood had duizenden soldaten verloren in zinloze frontale aanvallen. Davis speelde met het idee om Hood te vervangen. Toen de president terug in Montgomery, Alabama was, stuurde hij een telegram aan Hood dat hij toch het commando behield.
Ook ging hij akkoord met Hoods vraag om luitenant-generaal William J. Hardee over te plaatsen. Davis stelde echter een nieuwe bevelhebber aan om Hood en het departement onder leiding van luitenant-generaal Richard Taylor te controleren. Dit werd luitenant-generaal P.G.T. Beauregard. Hij zou echter niet tussenkomen in de operationele beslissingen van Hood.
Hoewel Sherman een aanval plande op Savannah, Georgia, maakte hij zich toch zorgen over zijn communicatielijnen naar Chattanooga. De Zuidelijke generaal-majoor Nathan Bedford Forrest vormde nog altijd een serieuze dreiging. Verschillende Noordelijke expedities waren er niet in geslaagd om Forrest te verslaan. Op 29 september drong luitenant-generaal Ulysses S. Grant er bij Sherman op aan om Forrest definitief te verslaan. Sherman stuurde Thomas naar Nashville, Tennessee om de verschillende eenheden in die staat te reorganiseren. Ook stuurde de divisie van brigadegeneraal James D. Morgan naar Chattanooga.

## Zuidelijke aanvallen op de communicatielijnen van Sherman
Sherman werd gedwongen om zijn eenheden te verspreiden om zijn communicatielijnen te beschermen. Toch zou hij niet volledig in Hoods val lopen. Sherman gaf genoeg soldaten en voorraden aan Thomas zodat deze Forrest en Hood aankon. Ondertussen werkte Sherman zijn plannen verder uit om naar Savannah op te rukken. Op 29 september stak Hood de Chattahoochee over. Hij rukte daarna op in noordwestelijke richting met 40.000 soldaten richting de Western & Atlantic spoorweg, een slagader voor Shermans bevoorrading. Op 1 oktober onderschepte de Noordelijke cavalerie onder leiding van Judson Kilpatrick en Kenner Garrard Hoods cavalerie die een aanval uitvoerde op de spoorweg bij Marietta, Georgia. De exacte locatie van Hoods hoofdmacht bleef echter een raadsel voor de Noordelijken. De volgende drie weken behield Hood het initiatief door snelle marsen die goed afgeschermd werden door zijn cavalerie. De slecht getrainde Noordelijke cavalerie kon niet veel rapporteren aan Sherman.
Op 3 oktober, toen Thomas in Nashville arriveerde, nam Stewarts korps Big Shanty in met een garnizoen van 175 soldaten. De volgende dag viel Acworth met een garnizoen van 250 soldaten. Sherman liet generaal-majoor Henry W. Slocum achter in Atlanta en vertrok met 55.000 soldaten naar Marietta. Hood deelde zijn leger in twee. Het merendeel werd naar Dallas, Georgia gestuurd. Het andere deel, een divisie onder leiding van generaal-majoor Samuel G. French rukte langs de spoorweg op naar Allatoona, Georgia.

## Slag bij Allatoona5 oktober 1864
Het kleine Noordelijke garnizoen van Allatoona bestond uit een gedeeltelijke brigade en werd aangevoerd door kolonel John Tourtelotte. Nog voor de Zuidelijke divisie ter plaatse was, had Sherman versterking gestuurd die bestond uit een brigade van brigadegeneraal John M. Corse. Corse nam het algemeen bevel op zich. De Noordelijken namen stelling in twee aarden redoutes langs elke zijde van een 55 m brede en 20 m diepe spoorwegbedding. Veel van de Noordelijken waren uitgerust met de Henry rifle, een snelvurend geweer.
Bij het ochtendgloren van 5 oktober arriveerde de Zuidelijke divisie van French ter plaatse. Na een twee uur durend artilleriebombardement stuurde French een boodschapper met de vraag tot overgave. Corse weigerde. French ging over tot de aanval. Eén brigade viel aan vanuit noordelijke richting tegen de achterzijde van de redoutes. De twee andere brigades vielen aan uit westelijke richting. De Noordelijken bleven bestand tegen de twee uur durende aanval op de grootste redoute aan de westzijde van de spoorweg. Tourtelette slaagde erin om versterkingen te sturen vanuit de oostelijke redoute. Het was nog een kwestie van tijd voor de Noordelijken zouden bezwijken onder de druk. French kreeg echter een verkeerd rapport over de aantocht van een sterke Noordelijke cavalerie-eenheid die onderweg was. Daarom trok French zich tegen 14.00 uur terug.

## Resaca, Dalton en de mars naar Alabama
Hood sloeg af in westelijke richting, stak de Coosa over in de buurt van Rome, Georgia dicht bij de staatsgrens met Alabama. Daarna rukte hij opnieuw op in Noordelijke richting naar Resaca, Georgia. Daar sloot de cavalerie van generaal-majoor Joseph Wheeler zich aan bij Hood die net terugkwam van een raid uit Tennessee. Op 12 oktober eiste Hood de overgave van de Noordelijke brigade die in Resaca was gestationeerd. Toen ze weigerden liet hij het korps van luitenant-generaal Stephen D. Lee de stad belegeren. Met zijn hoofdmacht trok hij verder in noordelijke richting. Onderweg werd de spoorweg systematisch vernietigd.
Ondertussen wist Sherman nu waar Hood zich bevond en stuurde onmiddellijk versterkingen naar Resaca. Deze arriveerden op 13 oktober en net te laat om Hood aan te vallen. Hood stuurde luitenant-generaal Alexander P. Stewart naar Tunnel Hill, Georgia bij de staatsgrens van Tennessee om daar zoveel mogelijk van de spoorweg te vernietigen. Tijdens de opdracht veroverde Stewart op 13 oktober Dalton, Georgia en nam het garnizoen gevangen. Het 751 man sterke garnizoen stond onder leiding van kolonel Lewis Johnson. Veel van zijn soldaten waren Afro-Amerikaanse soldaten. Tijdens de onderhandelingen voor de overgave, drukte Johnson erop dat al zijn soldaten als krijgsgevangenen zouden worden behandeld. Hood antwoordde dat alle slaven teruggestuurd zouden worden naar hun eigenaars.
Na Resaca marcheerde Hood in westelijke richting naar Gadsden, Alabama waar hij op 20 oktober arriveerde. Hood hoopte om Sherman in een slag bij Lafayette, Georgia te verslaan. Zijn officieren overtuigden hem echter dat zijn leger door de lange marsen daar voorlopig niet toe in staat was. Voorlopig was Hoods veldtocht succesvol geweest. 36 km aan spoorweg was vernietigd. Toch zou de schade snel hersteld worden omdat Sherman 10.000 soldaten erop zette. Tegen 28 oktober reden er opnieuw treinen. Sherman volgde Hood tot Gaylesville, Alabama of ongeveer 50 km te weinig om Hood te confronteren.
Hood concentreerde zich nu op het confronteren van de vijandelijke legers. Hij wilde verhinderen dat Sherman en Thomas zich zouden aansluiten. Hood ging ervan uit indien hij nu snel reageerde dat hij Thomas kon verslaan voor Sherman opdaagde. Na de vernietiging van Thomas zou Hood oprukken naar centraal Kentucky om zijn leger te laten uitrusten een aanvullen. Daarna zou hij verder oprukken naar Tennessee. Indien Sherman zou volgen, zou Hood hem confronteren en verslaan in Kentucky om daarna via de Cumberland Gap de Army of Northern Virginia van Robert E. Lee te versterken. Op 21 oktober ontving Hood de goedkeuring van de sceptische Beauregard die zich zorgen maakte over de grote logistieke problemen die het plan van Hood met zich meebracht. Beauregard drong erop aan om Wheelers cavalerie te detacheren om Sherman te schaduwen en stuurde Forrest naar Hood. Hood vertrok naar Decatur, Alabama. Forrest zou zich bij Hood voegen rond Florence, Alabama. Daarna zou de opmars richting Tennessee gaan.
Ondertussen had Sherman de goedkeuring ontvangen van Grant voor de opmars naar Savannah. Hij liet Thomas oprukken om Hoods opmars te blokkeren. Ter ondersteuning liet Sherman het IV Corps naar Chattanooga oprukken en het XXIII Corps van Schofield naar Nashville halen. Ook het XVI Corps van generaal-majoor Andrew J. Smith kreeg orders om vanuit Missouri naar Nashville op te rukken. Tegen 10 november vertrokken de laatste eenheden van Shermans leger terug naar Atlanta om de opmars naar Savannah te beginnen.

## Slag bij Johnsonville16 november 1864
Een van de belangrijkste Noordelijke aanvoerroutes in Tennessee was de rivier de Tennessee. In Johnsonville werden de voorraden gelost en vandaar uit per spoor naar Nashville gereden. Luitenant-generaal Richard Taylor gaf het bevel aan Nathan Forrest om via westelijk Tennessee deze aanvoerroute te vernietigen. De voorhoede van Forrests strijdmacht begon op 16 oktober met de aanval. Forrest zelf vertrok op 24 oktober in noordelijke richting en bereikte Fort Heiman langs de Tennessee op 28 oktober. Daar stelde hij zijn artillerie op om alles te beschieten die langs de rivier passeerde. Op 29 oktober en 30 oktober veroverde hij op deze manier drie stoomboten en twee kanonneerboten. Forrest liet twee boten repareren, namelijk de Undine en Venus, en zette die in om Johnsonville vanaf het water onder vuur te nemen. Op 2 november werd zijn flottielje aangevallen door twee Noordelijke kanonneerboten, namelijk de Key West en Tawah. De Venus werd heroverd. De Noordelijken stuurden nog zes kanonneerboten extra en op 3 november vond een artillerieduel plaats tussen de boten en Forrests vuurmonden. Terwijl dit duel plaatsvond, bereidde Forrest de aanval op Johnsonville zelf voor.
In de ochtend van 4 november werd de Undine en de Zuidelijke artillerie opnieuw aangevallen door de nu negen kanonneerboten van de Noordelijken. De Undine werd verlaten en in brand gestoken waarmee de korte carrière van Forrest als scheepskapitein ten einde kwam. Toch slaagde de artillerie erin om de Noordelijke aanval te neutraliseren. De artillerie beschoot eveneens het Noordelijke depot en de 28 boten in werven. Drie Noordelijke kanonneerboten werden buiten gevecht gesteld. De bevelhebber van het garnizoen in de stad liet alle voorraden vernietigen zodat het niet in vijandelijke handen viel.
Forrest had met weinig eigen verliezen veel schade toegebracht aan de vijand. Hij rapporteerde een verlies van 2 doden en 9 gewonden. Hij omschreef de Noordelijke verliezen als volgt: 4 kanonneerboten, 14 transportschepen, 20 barges, 26 kanonnen, voor een waarde van 6,7 miljoen $ veroverd of vernietigd en 150 krijgsgevangenen. Een Noordelijke berekening kwam uit op 2,2 miljoen dollar. Forrest werd vertraagd door zware regenval. Hij reed naar Perryville, Tennessee en bereikte op 10 november Corinth, Mississippi. Op 3 november besliste Beauregard om Forrest toe te voegen aan Hoods leger. Hood bleef wachten op Forrest om zijn veldtocht verder te zetten. Forrest arriveerde op 16 november.

## Slag bij Decatur26 oktober – 29 oktober 1864
Op 22 oktober vertrok Hood vanuit Gadsden naar Guntersville, Alabama om daar de Tennessee over te steken. Toen verkenners rapporteerden dat Guntersville zwaar verdedigd werd en dat Noordelijk kanonneerboten eventueel pontonbruggen konden vernietigen, gaf hij het bevel om 60 km verder te marcheren in westelijke richting naar Decatur. Toen Hood bij Decatur arriveerde op 26 oktober botste hij op een 3 tot 5.000 man sterke Noordelijke strijdmacht die een defensieve linie had ingenomen met twee forten en 1,6 km aan schuttersputten en loopgraven. Twee houten kanonneerboten bewaakten de rivier. Op 28 oktober benaderen Zuidelijke scherpschutters in een dichte mist de Noordelijke stellingen tot op 800 m. Rond de middag verdreven de Noordelijken de Zuidelijke scherpschutters en namen 125 soldaten gevangen. Hood trok zijn leger terug omdat een grootscheepse aanval te veel tijd en manschappen zou kosten. Opnieuw trok hij verder in westelijke richting om bij Tuscumbia, Alabama een nieuwe poging te ondernemen om de rivier over te steken.

## Slag bij Columbia24 november – 29 november 1864
Hood wachtte gedurende drie weken op Forrest in Tuscumbia terwijl hij de nodige voorraden aanvulde om zijn veldtocht verder te zetten. Dit was een moeilijke opdracht omdat zijn bevoorradingslijnen via twee spoorlijnen en 25 km aan slechte wegen liep. De karren werden getrokken door ondervoede ossen en paarden. Op 13 november verplaatste Hood zijn hoofdkwartier naar Florence. Diezelfde dag stak het korps van generaal-majoor Benjamin F. Cheatham de rivier over, de volgende dag gevolgd door het vee en de bagagetrein. Op 20 november stak het korps van luitenant-generaal Alexander P. Stewart de rivier over.
Op 16 november ontving Hood een bericht dat Sherman vanuit Atlanta vertrok. Beauregard stuurde onmiddellijk bericht naar Hood dat deze Shermans opmars diende te vertragen en diende te voorkomen dat Thomas zich aansloot bij Sherman. Zowel Sherman als Thomas achtten de kans groot dat Hood Sherman zou volgen doorheen Georgia. Hoewel Thomas rapporten ontving over de herbevoorrading van Hoods leger en een mogelijk opmars naar het noorden, verwierp hij deze rapporten op basis van de hevige regenval die deze wegen vrijwel onbegaanbaar maakten. Tegen 21 november had Thomas voldoende bewijzen dat Hood inderdaad in Noordelijke richting oprukte. Hij stuurde een bericht naar Schofield dat hij zich stelselmatig diende terug te trekken en Columbia diende te beschermen tegen Hood. Schofield arriveerde op 13 november in Pulaski, nam het bevel op zich van alle aanwezige troepen inclusief het IV Corps. De 10.000 soldaten van het XVI Corps onder leiding van generaal-majoor Andrew J. Smith die Thomas als versterkingen verwachtte uit Missouri, waren nog niet gearriveerd.

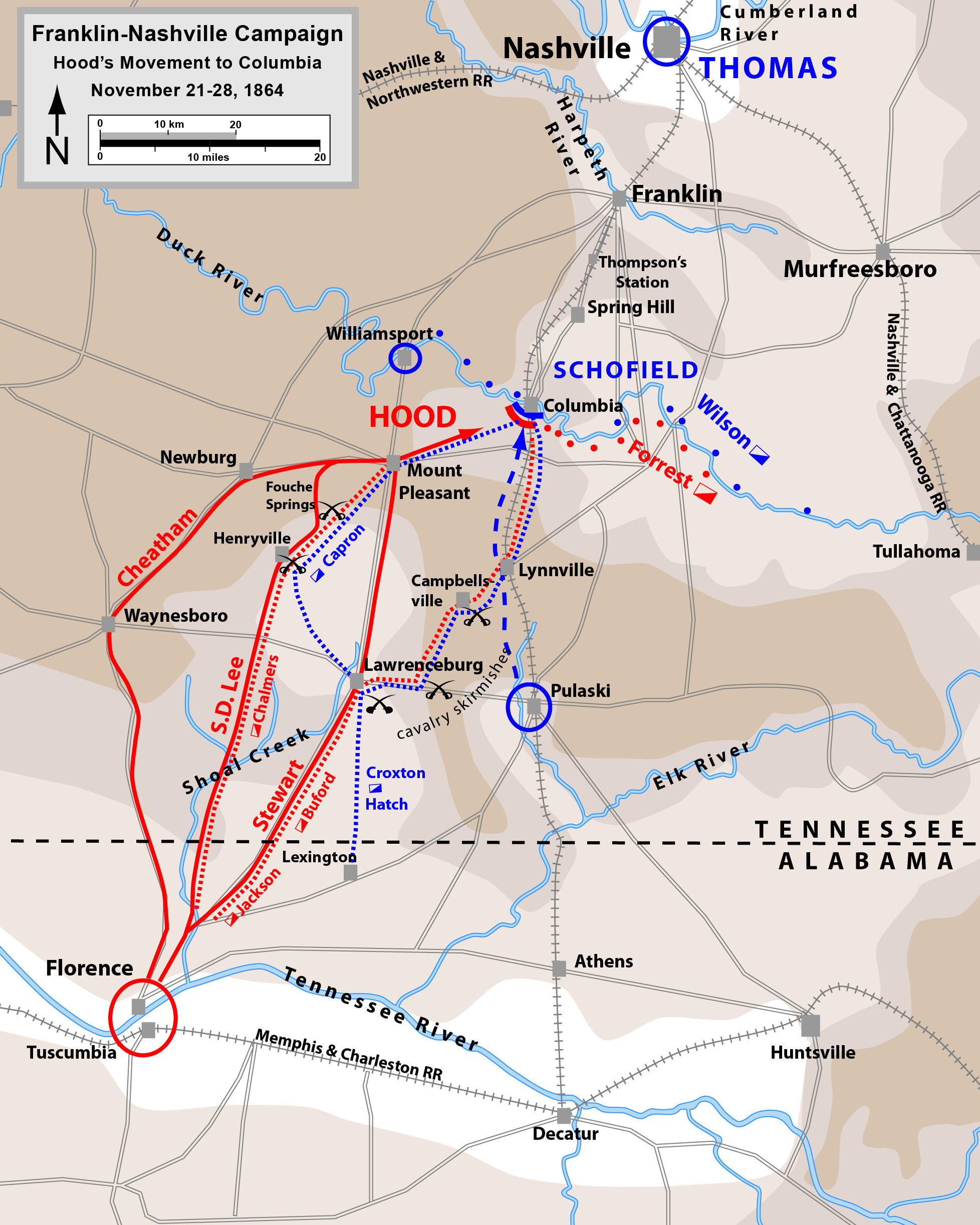
Hoods opmars van Florence naar Columbia

Op 21 november vertrok Hood vanuit Florence. Zijn leger rukte op in drie colonnes met Cheatham op de linkerflank, Lee in het centrum en Stewart op de rechterflank. De opmars werd afgeschermd door de cavalerie van Forrest. Hood zou oprukken naar Mount Pleasant en vandaar uit in oostelijke richting oprukken om de opmars van Schofield af te snijden voor die laatste Columbia bereikte. De geforceerde marsen van meer dan 110 km in slecht weersomstandigheden vertraagde de opmars. Toch zette dit geen domper op het moreel van de troepen.
Schofield wist niet in welke richting de Zuidelijken optrokken door de efficiënte cavalerie van Forrest. Forrest had bovendien een groot voordeel op de Noordelijke cavalerie onder leiding van generaal-majoor James H. Wilson. Wilson was eind oktober gearriveerd van het oostelijke front om de cavalerie van Thomas te reorganiseren en aan te voeren. Hij had slechts 4.300 soldaten ter zijner beschikking die over het volledige front in kleine eenheden verspreid lagen. Forrest had 10.000 veteranen onder zich. De Zuidelijke cavalerie rukte op naar Mount Pleasant en arriveerde in de buurt op 23 november. De brigade van brigadegeneraal John T. Croxton had te weinig man om het op te nemen tegen Forrest. Thomas stuurde de divisie van brigadegeneraal Edward Hatch en een brigade aangevoerd door kolonel Horace Capron ter versterking.
Forrest hield de druk op de ketel. Op 23 november vonden er zware schermutselingen plaats tussen Henryville en Mount Pleasant. De divisies van de brigadegeneraals Abraham Buford en William Hicks Jackson verdreven de Noordelijke divisie van Hatch uit Lawrenceburg, Tennessee tot in Pulaski. Op 24 november liet Schofield zijn twee infanteriekorpsen oprukken in noordelijke richting naar Columbia. Forrest zette de achtervolging in met zijn divisie van brigadegeneraal James R. Chalmers. Ze bezetten Mount Pleasant en vielen Caprons soldaten herhaaldelijk aan op hun marsroute. Buford en Jackson dreven Hatch verder in noordelijke richting naar Lynnville,Tennessee. Toch kon de Zuidelijke cavalerie niet verhinderen dat de divisie van brigadegeneraal Jacob D. Cox als eerste in Columbia arriveerde. Stanleys korps had een 45 km lange mars achter de rug vanuit Pulaski om hem te versterken. Samen wierpen ze een boog aan fortificaties en loopgraven op ten zuiden van de stad.
In de ochtend van 24 november probeerde Forrests cavalerie zwakke plekken te ontdekken in de twee defensieve linies. De stellingen werden gebombardeerd door Zuidelijke artillerie en er vonden enkele schermutselingen plaats. De Noordelijken beseften al snel dat er maar één vijandelijke divisie en enkele cavalerie-eenheden voor hun linies stonden. Dit kon alleen maar betekenen dat Hood verderop de rivier de Duck probeerde over te steken met de rest van zijn leger om zo de Noordelijken af te snijden van Thomas die zijn troepen verzamelde in Nashville.
Schofield kreeg op 26 november het bevel om de noordelijke oever van de Duck te behouden en te wachten op de versterkingen die op weg waren onder leiding van A. J. Smith. Schofield probeerde zijn bagagetrein overdag te verplaatsen en zijn infanterie tijdens de nacht te verplaatsen. Hevige regenval maakte dit echter zeer moeilijk. Die avond arriveerde de Army to Tennessee bij Columbia.

## Slag bij Spring Hill29 november 1864
Op 28 november stak Forrest de rivier over ten oosten van de stad. Hij ondervond weinig weerstand van de Noordelijke cavalerie omdat Zuidelijke eenheden Wilson hadden weggelokt van de oversteekplaats. Diezelfde dag kreeg Schofield orders van Thomas om de evacuatie richting Franklin, Tennessee voor te bereiden. Hij verwachtte verkeerdelijk dat A. J. Smiths korps bijna ter plaatse was. Thomas wilde met deze versterkte strijdmacht Hood weerstaan langs de rivier de Harpeth bij Franklin in plaats van langs de Duck. Schofield stuurde zijn 800 karren tellende bagagetrein vooruit die bewaakt werd door delen van divisie van brigadegeneraal George D. Wagner van het IV Corps.
Op 29 november stuurde Hood de korpsen van Cheatham en Stewart via een flankeermars naar het noorden. Ze staken de Duck over bij Davis’s Ford ten oosten van Columbia. Hood liet twee divisies van Lees korps en de meeste kanonnen achter voor Columbia om de Noordelijken te overtuigen dat een aanval ieder ogenblik kon plaatsvinden. Hood, die vooraan reed bij Cheathams korps, probeerde zijn leger tussen die van Thomas en Schofield te manoeuvreren. Hij hoopte om Schofield te verslaan terwijl ze zich terugtrokken in noordelijke richting. Stewarts korps volgde die van Cheatham waarna de divisie van generaal-majoor Edward "Allegheny" Johnson kwam van Lees korps. De rest van Lees korps lag voor Columbia waar de artillerie Schofield beschoot die ten noorden van de Duck lagen.
Er werden voortdurend schermutselingen uitgevochten tussen de cavalerie van Wilson en Forrest. Forrest had een grote draaibeweging uitgevoerd met 4.000 cavaleristen waardoor Wilson in noordelijke richting naar Hurt’s Corner werd gemanoeuvreerd. Zo was Hoods infanterie veilig van Noordelijke inmenging. Tegen 10.00 uur reden Forrests soldaten in westelijke richting naar Spring Hill. Wilson stuurde verschillende waarschuwingen naar Schofield over Hoods opmars. Het was pas op 29 november dat Schofield de rapporten geloofde en inzag dat hij in de problemen zat. Hij stuurde Stanley en delen van het IV Corps in Noordelijke richting om enerzijds de bagagetrein te beveiligen en anderzijds het kruispunt bij Spring Hill te bezetten zodat het leger zich kon terugtrekken naar Franklin. Stanley had snel gereageerd en had samen met Wagners divisie een defensieve linie ingenomen langs drie zijden van Spring Hill. Daarom botste Forrest op Noordelijke voorposten in de omgeving van Spring Hill. De brigade van kolonel John Q. Lane verjoeg de Zuidelijke cavalerie. Tegen de late namiddag arriveerde generaal-majoor Patrick C. Cleburnes divisie van Cheathams korps aan de linkerflank van Forrest. De cavaleristen, die bijna geen munitie meer hadden, trokken zich terug om Hoods leger te beschermen of Schofields terugtocht te blokkeren.

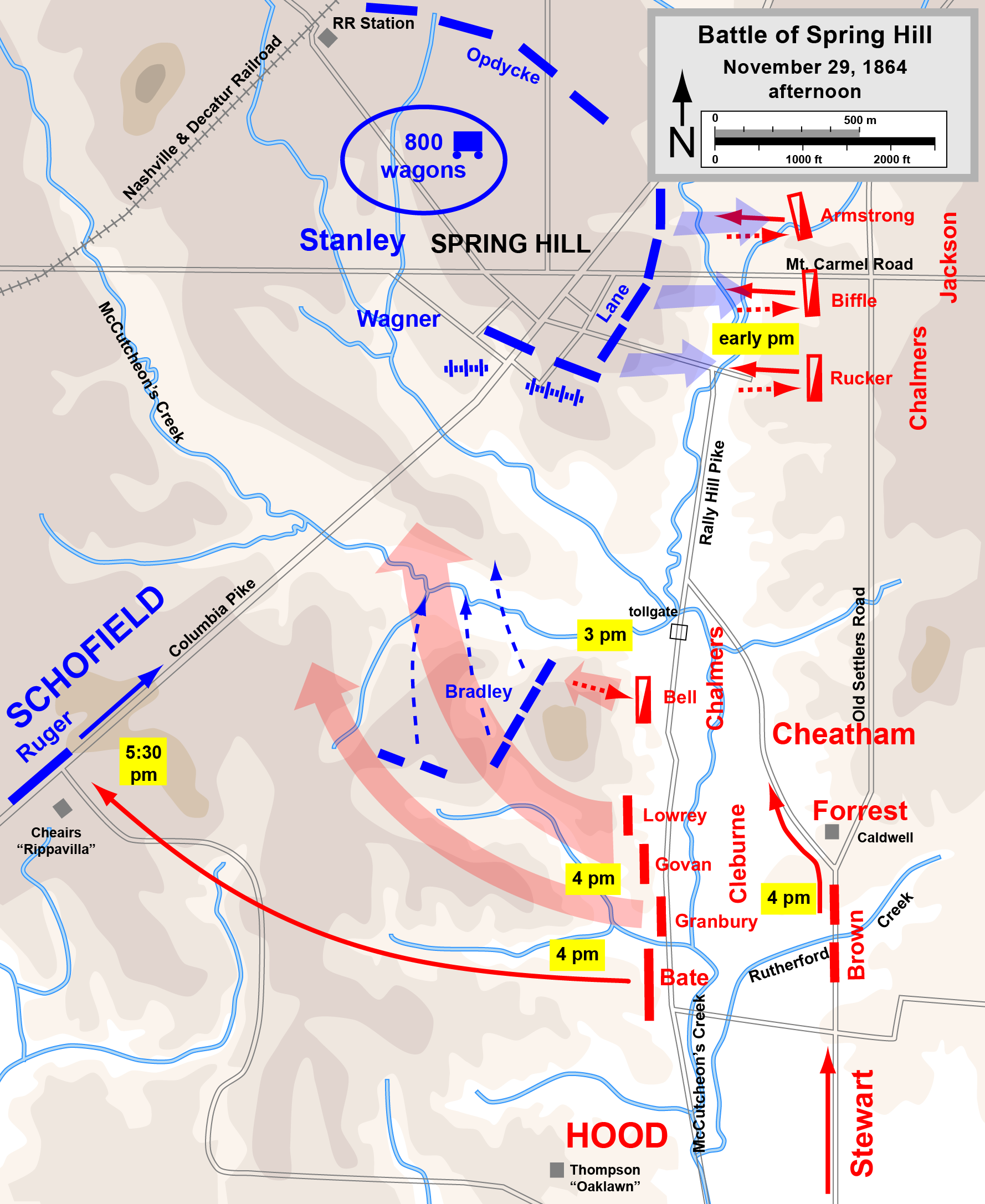
De slag bij Spring Hill tijdens de namiddag van 29 november 1864

Toen Hood arriveerde op het slagveld vonden de eerste misverstanden plaats. Cheatham had zijn divisie onder leiding van generaal-majoor William B. Bate het bevel gegeven op Spring Hill aan te vallen in samenwerking met Cleburne. Hood gaf echter het bevel aan Bate om naar Columbia Pike op ter rukken om zo door te stoten naar Columbia zelf. Cheatham werd hierover noch door Hood, noch door Bate ingelicht. Rond 17.30 uur vuurde de voorste eenheid van Bate op een Noordelijke colonne die van links naderde. Dit was de divisie van generaal-majoor Thomas H. Ruger van het XXIII Corps, de voorhoede van Schofields hoofdmacht. Voor de beide divisies de strijd konden aanbinden, arriveerde een officier van Cheathams staf met de vraag of Bate het origineel order niet kon opvolgen om de aanval van Cleburne te ondersteunen. Later die avond rapporteerde Bate dat hij contact had gemaakt met een Noordelijke colonne (die van Ruger), maar Cheatham zag hier het belang niet van in.
In Columbia raakte Schofield ervan overtuigd dat de Zuidelijken hem daar niet zouden aanvallen en liet rond 15.00 uur zijn eenheden oprukken naar Spring Hill. Net toen de eerste eenheden vertrokken, voerde Stephen D. Lee een aanval uit op de Noordelijke stellingen.
Toen deze aanval werd afgeslagen, vertrokken de laatste Noordelijke troepen onder leiding van brigadegeneraal Jacob Dolson Cox rond 22.00 uur langs de Franklin Pike.
Cleburnes 3.000 soldaten zetten hun aanval in tegen Bradleys brigade rond 16.00 uur. Cheatham verwachtte dat hij zou oprukken naar Spring Hill. Hood wilde Cleburne echter inzetten om naar de turnpike op te rukken om eventuele eenheden van Schofield op te vangen. Cleburne draaide zijn linie zodat hij Bradleys rechterflank kon aanvallen. De Noordelijken zetten het op het lopen. Twee brigades van Cleburne zetten de achtervolging in. Ze dienden hun achtervolging te staken net voor de turnpike toen de Noordelijke artillerie van het IV Corps het vuur opende.
Tegen dan stond een andere divisie van Cheatham onder leiding van generaal-majoor John C. Brown klaar om Spring Hill aan te vallen. Deze stond op de rechterflank van Cleburne. Brown ging niet over tot de aanval. Hij kreeg berichten dat er voor hem en op zijn rechterflank Noordelijke eenheden waren gesignaleerd. Hij wachtte op de cavalerie van Forrest om zijn flank te dekken. Brown stuurde twee medewerkers naar zijn korpscommandant om te vragen wat hij diende te doen. Toen Cheatham en Brown elkaar spraken, was het slagveld al in duisternis gehuld en werd een nachtelijke opmars niet wenselijk geacht. Hood was kwaad omdat de aanval niet was verlopen zoals hij dat wilde. Hij stuurde een stafofficier naar Stewart en Cheatham. Rond 21.00 uur ging Hood slapen met het volle vertrouwen dat de volgende dag alles goed zou komen.
De slag was in termen van slachtoffers maar een kleine aangelegenheid. Er vielen 350 Noordelijke en 500 Zuidelijke slachtoffers. Door de slechte communicatie bij de Zuidelijken slaagde Schofield erin om zijn volledig leger van Columbia, via Spring Hill te laten marcheren terwijl de Zuidelijken lagen te slapen. Hoewel enkelingen doorhadden wat er gebeurde, werd er geen gecoördineerde poging gedaan om de Noordelijken tegen te houden. De Zuidelijke cavalerie probeerde de Noordelijke bagagetrein ten noorden van Spring Hill tegen te houden. De Noordelijke infanterie kon de aanval echter afslaan. Rond 02.00 uur maakte een soldaat Hood wakker met de boodschap dat een Noordelijke colonne in noordelijke richting marcheerde. Het enige wat Hood deed was een bevel uitschrijven aan Cheatham om op voorbijgaand verkeer te schieten.
Tegen 06.00 uur op 30 november bevond Schofields leger zich ten noorden van Spring Hill. De voorhoede was reeds in Franklin waar ze borstweringen opwierpen ten zuiden van de stad. Toen Hood ontdekte dat het vijandelijke leger was ontsnapt, belegde hij een spoedvergadering met zijn officieren. Daar beschuldigde hij iedereen, uitgezonderd zichzelf, van incompetentie en gaf daarna het bevel de achtervolging in te zetten. De beste kans voor Hood om de Noordelijken te isoleren en te vernietigen was door zijn vingers geglipt.

## Tweede slag bij Franklin30 november 1864
De voorhoede van Schofields leger bereikte Franklin rond 04.30 uur op 30 november. Jacob Cox, tijdelijk bevelhebber van het XXIII Corps begon onmiddellijk een defensieve stelling uit te bouwen ten zuiden van de stad. Schofield wilde de stad verdedigen omdat hij geen pontonbruggen of boten had om zijn soldaten veilig over de rivier te krijgen. Schofield had tijd nodig om de permanente bruggen ter herstellen, maar tegen de late namiddag was zijn bagagetrein veilig op weg naar Nashville. Tegen de middag vormden de borstweringen een halve cirkel rond de stad. Waar de Columbia Pike passeerde was er een gat in de verdedigingslinie. Hierdoor konden de karren passeren. Net achter het centraal deel van de linie stond Carter House waar Cox zijn hoofdkwartier had geïnstalleerd. Twee brigades van Wagners divisie stonden een 750 m voor de hoofdlinie opgesteld.
Rond 13.00 uur kwam Hoods leger aan bij Winstead Hill op ongeveer 3 km ten zuiden van Franklin. Hood gaf het bevel tot een frontale aanval. Hij wilde de Noordelijken zo snel mogelijk vernietigen voor ze opnieuw zouden ontsnappen. De aanval begon om 16.00 uur. Cheathams korps nam de linkerflank voor zijn rekening. De rechterflank werd aangevoerd door Stewarts korps. Lees korps en vrijwel alle artillerie was nog niet aangekomen. Hoods aanvalsmacht bestond uit 19 tot 20.000 soldaten. Deze moesten 3 km afleggen over een vlakte zonder veel bescherming tegen een sterke defensieve Noordelijke linie. De enige ondersteuning die ze hadden waren twee artilleriebatterijen.

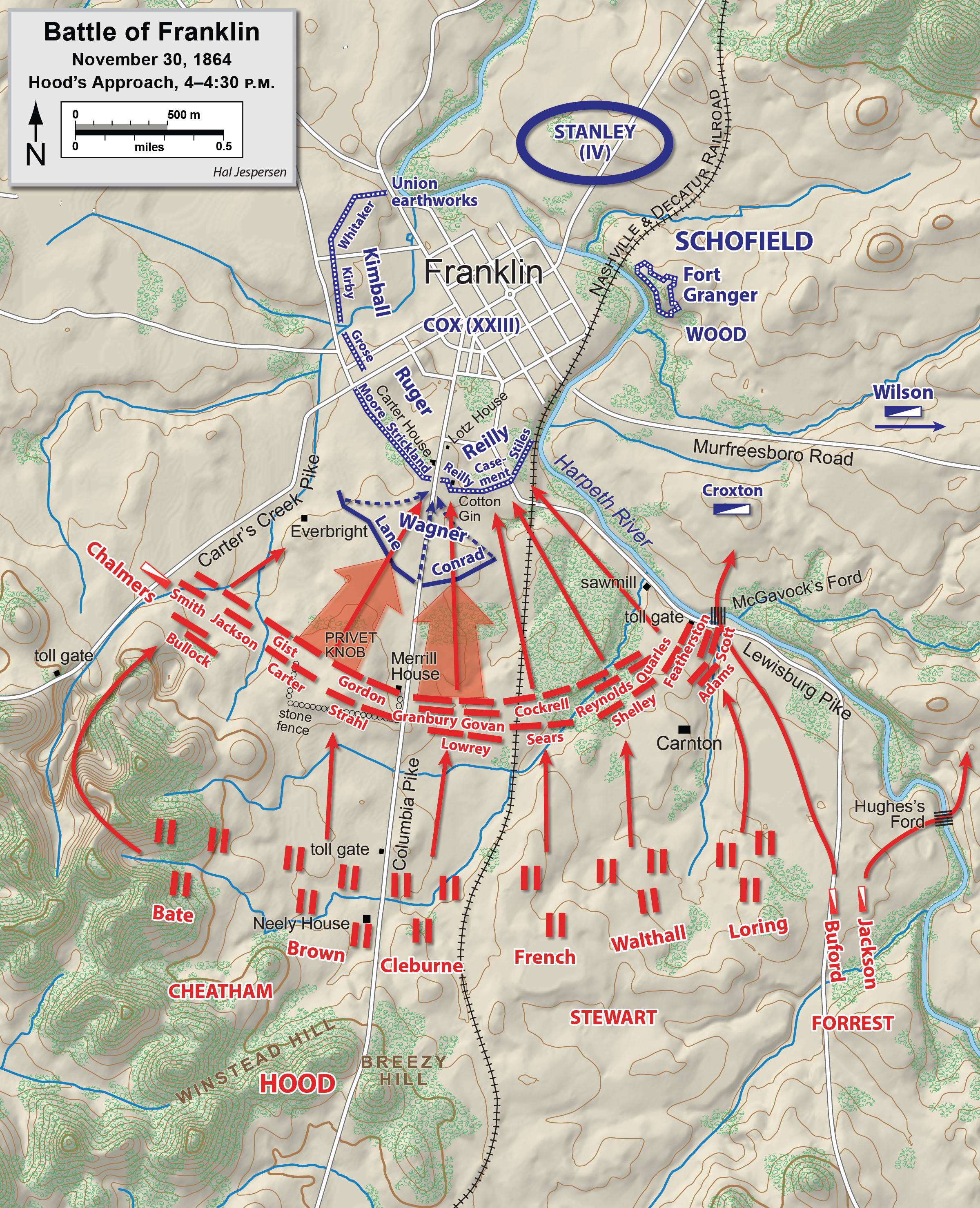
Hoods opmars en aanval tegen Wagners voorste linie

Hoods aanval overvleugelde 3.000 soldaten van de twee brigades van Wagner. De Noordelijken probeerden stand te houden. Dit was echter niet evident met de schamele borstweringen en hun flanken die niet beschermd waren. De druk werd al snel te groot. De soldaten probeerden zo snel mogelijk de veiligheid van de borstweringen rond de stad te bereiken. Enkele eenheden werden gevangengenomen. De vluchtende soldaten werden achterna gezeten door de Zuidelijken. Daarom vuurden de Noordelijke verdedigers op de borstweringen niet om geen eigen soldaten te raken. Omdat de Noordelijken hun linies niet onmiddellijk effectief konden verdedigen en de Zuidelijken naar het gat in de verdedigingslinie oprukte, slaagden de Zuidelijken erin om een doorbraak te forceren en 50 m diep door te dringen in de Noordelijke stellingen.

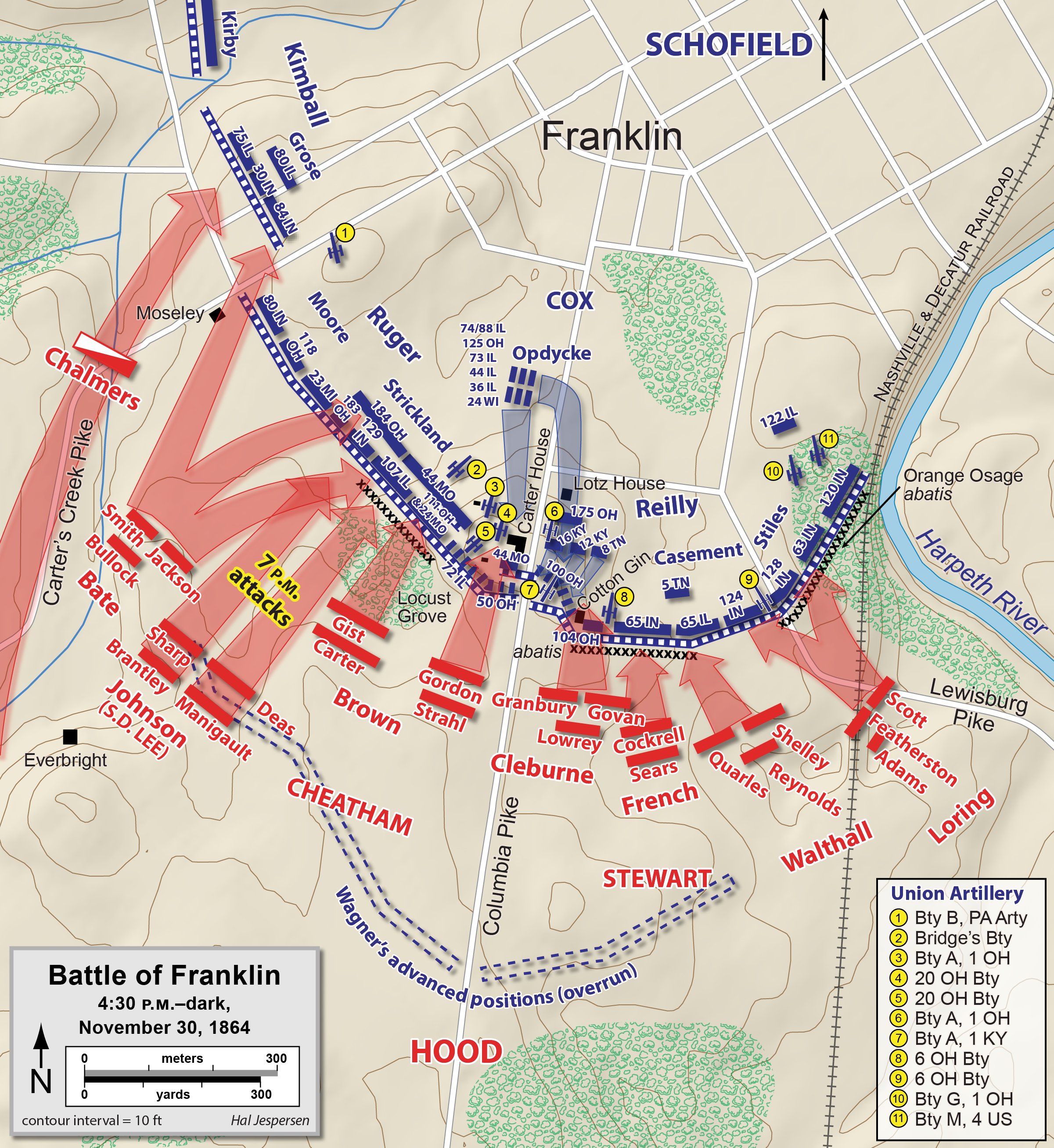
De Zuidelijke aanvallen

Toen de Zuidelijken aanvielen, bevond Opdyckes brigade zich in reserve. Toen hij de opmars zag, stelde hij zijn soldaten op en liet ze aanvallen. De man-tegen-mangevechten rond Carter House waren hevig en duurden enkele uren. Veel Zuidelijken werden terug gedreven naar de borstweringen waar ze voor de rest van de dag vastzaten. Browns divisie leed zware verliezen. Brown zelf raakte gewond en zijn vier brigadecommandanten raakten gewond of sneuvelden. Toen zijn brigade de katoenfabriek probeerde bereiken, werden ze terug gedreven en klem gezet in de borstweringen. Daar kwamen ze onder vuur te liggen van Reilly’s brigade voor hun en de brigade van kolonel John S. Casement links van de Zuidelijken. Cleburne sneuvelde en 14 van zijn officieren sneuvelden of raakten gewond.
Terwijl de gevechten in het centrum in alle hevigheid woedden, rukte Stewarts korps op tegen de Noordelijke linkerflank. Door de aanwezigheid van de rivier en de steeds beperktere ruimte om op te rukken, werden de brigades steeds verder samengedrukt. Hierdoor vertraagde de opmars en raakten de eenheden hun cohesie kwijt. Ze werden beschoten door de Noordelijke artillerie in de borstweringen en van de artillerie in Fort Granger die op de andere oever lag.
Lorings divisie voerde twee aanvallen uit tegen de Noordelijke brigade van kolonel Israel N. Stile maar beide werden afgeslagen met zware verliezen. Brigadegeneraal John Adams beklom de borstweringen met zijn paard om zijn mannen te hergroeperen. Beide werden doodgeschoten. De brigade van brigadegeneraal Winfield S. Featherston begon zich onder zwaar vuur terug te trekken. Generaal-majoor William W. Loring spoorde zijn mannen aan, maar ze maakten geen vorderingen meer. Walthalls divisie viel in verschillende golven de stellingen van Casement en Reilly aan. Alle aanvallen mislukten met zware verliezen tot gevolg.
De divisie van generaal-majoor William B. Bate viel de Noordelijke rechterflank aan. Zijn linkerflank was niet gedekt door de cavalerie van Chalmers waardoor zijn flank onder vuur kwam te liggen. Om zijn flank te dekken liet Bate de Floridabrigade oprukken naar zijn linkerflank. Naast de opgelopen vertraging had Bate geen reserve meer om de vijand aan te vallen. Ondertussen vochten de cavaleristen van Chalmers even verderop. Door een glooiing in het landschap wisten Bate en Chalmers niet wat de ander aan het doen was. Ze dienden zich beiden terug te trekken. Om 19.00 uur zette Hood de enige divisie van Lee in die reeds ter plaatse was. Deze stond onder leiding van generaal-majoor Edward "Allegheny" Johnson en moest Cheatham ondersteunen. Na één aanval trokken ze zich met zware verliezen terug.
Ondertussen probeerde Forrets cavalerie de Noordelijke linkerflank te keren. Rond 15.00 uur ontving de Noordelijke cavaleriebevelhebber brigadegeneraal James H. Wilson het bericht dat Forrest de rivier overstak. Hij liet de divisie van brigadegeneraal Edward Hatch in zuidelijke richting oprukken om af te rekenen met Forrest. Wilson stuurde ondertussen de brigade van John T. Croxton naar voren om de flank van Forrest aan te vallen. De brigade van Thomas J. Harrison hield hij in reserve. Forrest werd terug over de rivier gedreven.
Na de mislukte aanval van Johnson staakte Hood alle aanvallen voor de dag. Hij maakte reeds plannen om de aanvallen de volgende dag verder te zetten. Rond 23.00 uur gaf Schofield zijn eenheden het bevel om via de herstelde bruggen de rivier over te steken. Opnieuw deed Hood niets om ze tegen te houden. Tegen de middag van 1 december bereikte de Noordelijke voorhoede de fortificaties van Nashville.
De Zuidelijken hadden Franklin in handen. De vijand was opnieuw ontsnapt en zelf hadden ze zware verliezen geleden. In het totaal hadden ze 6.252 soldaten verloren. Daarnaast was Patrick Cleburne gesneuveld, waren er zes andere generaals dood, zeven gewond en één vermist. Ook 55 regimentscommandanten waren gevallen of gewond geraakt. De Noordelijken verloren 189 doden, 1.033 gewonden en 1.104 vermisten. De gewonden werden achtergelaten in Franklin.

## Achtervolging tot in Nashville
De Army of Tennessee was bijna ten onder gegaan bij Franklin. Toch zette Hood door en liet zijn 26.500 soldaten oprukken tegen de nu gecombineerde Noordelijke strijdkrachten onder Schofield en Thomas. Hood zette door omdat hij anders vreesde dat zijn leger bij een terugtocht volledig zou uit elkaar vallen. Hood richtte zijn aandacht op de vernietiging van de Nashville & Chattanooga spoorweg en het Noordelijke depot in Murfreesboro, Tennessee. Op 4 december stuurde Hood Forrest met twee cavaleriedivisies en de infanteriedivisie van generaal-majoor William B. Bate naar Murfreesboro.

## Derde Slag bij Murfreesboro5 december – 6 december
Forrests cavalerie en infanterie vielen de stad aan, maar werden terug geslagen. Ze vernietigden spoorwegen en andere infrastructuur in de buurt. De raid op Murfreesboro had weinig gevolgen. Bate trok opnieuw naar Hood. Forrest bleef in de buurt van Murfreesboro en was dus niet aanwezig in de Slag bij Nashville. Dit zou zware gevolgen hebben voor Hood.

## Slag bij Nashville15 december – 16 december

De slag bij Nashville op 15 en 16 december

Thomas, die algemeen bevelhebber werd, had 55.000 soldaten onder zich. Hij stelde ze op in een 11 km lange halfcirkelvormige defensieve linie. De rivier de Cumberland vormde de andere helft en werd bewaakt door Noordelijke kanonneerboten.
Op 15 december begon Thomas aan een aanval die uit twee fasen bestond. De eerste fase bestond uit een aanval van Steedman op de Zuidelijke rechterflank. De tweede fase en tevens de hoofdaanval zou aangevallen worden door Smiht, Wood en brigadegeneraal Edward Hatch. Steedmans aanval op de Zuidelijke rechterflank hield Cheatham bezig voor de rest van de dag. De hoofdaanval draaide tot de slaglinie parallel liep met de Hillsboro Pike. Tegen de middag bereikte de Noordelijke hoofdmacht hun stellingen en bereidde Wood zich voor op de aanval van Montgomery Hill. Hood maakte zich zorgen over zijn linkerflank en liet Lee versterkingen sturen naar Stewart. Woods soldaten veroverden Montgomery Hill die aangevoerd werd door de divisie van brigadegeneraal Samuel Beatty.
Rond 13.00 uur was er een uitstulping ontstaan in Hoods linie ter hoogte van Stewarts front. Thomas gaf het bevel aan Wood om de uitstulping aan te vallen met Schofield en Wilson ter ondersteuning. Stewarts korps brak en begon zich terug te trekken naar Granny White Turnpike. Hood slaagde erin om deze manschappen te hergroeperen voor de volgende dag. Ze groeven zich in en wachten op de komst van de Noordelijken.
Het nam vrijwel de volledige voormiddag van 16 december in beslag totdat de Noordelijken hun nieuwe stellingen hadden ingenomen tegenover de nieuwe Zuidelijke slaglinie die maar 3 km lang meer was. Opnieuw zou de Noordelijke aanval in twee fasen uitgevoerd worden met Hoods linkerflank als doel. Schofield diende Cheatham aan te pakken terwijl Wilsons cavalerie langs de achterhoede zou rijden om de terugtocht af te snijden. Rond de middag vielen Wood en Steedman Lee aan bij Overton’s hill echter zonder succes. Op de linkerflank voerde Wilson druk uit op de vijandelijke linies.
Rond 16.00 uur werd Cheatham op Shy’s Hill aangevallen van drie kanten. Zijn korps brak en vluchtte. Wood viel Lee opnieuw aan op Overton’s hill en ook Lees soldaten vluchtten. Toen de duisternis inviel, begon het zwaar te regenen. Hood verzamelde de restanten van zijn leger en trok zich terug naar Franklin.

## Terugtocht van Hood
De Noordelijken zetten de achtervolging in. De Noordelijke cavalerie werd vertraagd door het slechte weer. Forrest sloot zich weer aan bij Hood op 18 december en beschermde de Zuidelijke aftocht. Op 25 december stak de Zuidelijke Army of Tennessee de rivier de Tennessee over. Forrest vocht nog een achterhoedegevecht met de Noordelijke cavalerie bij Anthony's Hill.

## Gevolgen
Hoewel Hood alle schuld afschoof op zijn officieren en soldaten, was zijn militaire carrière over. Hij trok zijn leger terug naar Tupelo, Mississippi en nam ontslag op 13 januari 1865. Hij kreeg geen commando meer. Forrest keerde terug naar Mississippi maar werd in 1865 naar Alabama gedreven door James H. Wilson.

## Aanbevolen lectuur
- Jacobson, Eric A., and Richard A. Rupp. For Cause & for Country: A Study of the Affair at Spring Hill and the Battle of Franklin. Franklin, TN: O'More Publishing, 2007. ISBN 0-9717444-4-0.
- Sword, Wiley. The Confederacy's Last Hurrah: Spring Hill, Franklin, and Nashville. Lawrence: University Press of Kansas, 1993. ISBN 0-7006-0650-5. First published with the title Embrace an Angry Wind in 1992 by HarperCollins.
- Wills, Brian Steel. The Confederacy's Greatest Cavalryman: Nathan Bedford Forrest. Lawrence: University Press of Kansas, 1992. ISBN 0-7006-0885-0.